# 다프네 페르난데스
다프네 페르난데스(Dafne Fernández, 1985년 3월 31일 ~ )는 스페인의 배우이다.